# Rodrigo Frauches
Rodrigo Frauches De Souza Santos, auch Frauches genannt, (* 28. September 1992 in São João de Meriti) ist ein brasilianischer Fußballspieler.

## Karriere

### Verein
Das Fußballspielen erlernte Frauches von 2006 bis 2012 beim brasilianischen Verein Flamengo Rio de Janeiro, bei dem er auch 2012 seinen ersten Profivertrag unterschrieb. 2015 wurde er an Macaé Esporte FC und 2016 an Boavista SC, welcher in der Stadt Saquarema beheimatet ist, verliehen. Bei Boavista blieb er nur 2 Monate. Im Februar 2016 ging er nach Asien. Hier unterschrieb er in Thailand einen Vertrag beim Erstligisten Army United. Für den Verein aus der Hauptstadt Bangkok absolvierte er 49 Spiele und erzielte dabei zwei Tore. Von Dezember 2018 bis Juli 2019 stand er bei keinem Verein unter Vertrag. Im Juli 2019 unterschrieb er einen Vertrag beim thailändischen Zweitligisten Navy FC, einem Verein, der in Sattahip beheimatet ist. Nach Ende der Saison 2020/21 wurde sein Vertrag nicht verlängert.

### Nationalmannschaft
Frauches lief 2011 dreimal für die brasilianische U18-Nationalmannschaft auf. Mit der Mannschaft nahm er an der U20-Weltmeisterschaft 2011 teil und wurde Weltmeister.

## Erfolge

### Verein
Flamengo Rio de Janeiro
- Copa do Brasil: 2013
- Campeonato Carioca: 2014

### Nationalmannschaft
Brasilien U18
- Copa Internacional do Mediterrâneo: 2011

Brasilien U20
- U-20-Fußball-Weltmeisterschaft: 2011